# Пубертатная железа
Пубертальная железа, пубертатная железа (от лат. pubertas (pubertatis) — половая зрелость) — совокупность клеток половой железы, которая обладает внутренней секрецией и выделяет в кровь половые гормоны, вызывающие развитие вторичных половых признаков.пубертатная железа // Большой словарь иностранных слов.- Издательство «ИДДК». — 2007.
Железа пубертатная (g. pubertalis) — это железа внутренней секреции, образующаяся в яичнике при атрезии зрелого фолликула из эпителиоидных клеток его внутренней оболочки; вырабатывает фолликулин.железа пубертатная // Большой медицинский словарь. — 2000.